# Lougé-sur-Maire
 Lougé-sur-Maire  es una población y comuna francesa, situada en la región de Baja Normandía, departamento de Orne, en el distrito de Argentan y cantón de Briouze.

## Demografía
| 388 | 350 | 280 | 273 | 286 | 331 |
| Para los censos de 1962 a 1999 la población legal corresponde a la población sin duplicidades (Fuente: INSEE [Consultar]) |     |     |     |     |     |